# Unité de la perception

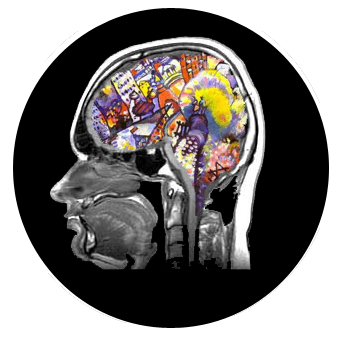
Retouche artistique d'une imagerie par résonance magnétique de la tête. Le tableau de Wassily Kandinsky, qui a ses propres « aires », en lieu et place des aires cérébrales, illustre le problème de l'unité des perceptions (visuelles).

L'unité de la perception ou unité de la conscience désigne l'adéquation qui existe, inconsciente, entre les diverses modalités sensorielles, bien que le cerveau traite de façon séparée les diverses informations perçues. Ainsi, par exemple, se regarder marcher fait intervenir la vision et le toucher, l'image de nos pieds touchant le sol et la sensation du toucher. Or, d'une part, le cortex visuel et le cortex sensitif sont disjoints, et, d'autre part, il faut un temps immensément plus long pour que les influx nerveux parcourant la jambe et le rachis parviennent au cortex sensitif qu'aux photons pour parvenir à la rétine et que l'image se forme au niveau du cortex visuel. Le premier parcours est assuré par des dépolarisations nerveuses et des décharges ioniques tandis que le second est plus rapide puisqu'il s'agit de la vitesse de la lumière (suivi d'un court trajet par les nerfs optiques).
La recherche publiée en langue anglaise nomme ce paradoxe binding problem (problème de la liaison), expression mettant plus l'accent sur les difficultés attenantes à la modularité (l'approche spatiale), que celles qui proviennent de l'asynchronie (l'approche temporelle) des perceptions. Unity of perception et unity of consciousness sont également usitées.

## 40 hertz, la fréquence de la conscience?
L'idée que des régions distinctes du cerveau soient excitées simultanément provient de la découverte en 1988 que deux neurones (non connectés) oscillent de manière synchrone quand un objet extérieur unique stimule leurs champs récepteurs. Des expériences ultérieures ont confirmé ce phénomène pour un large éventail de percepts visuels. En particulier, Francis Crick et Christof Koch (1990) ont fait valoir qu'il existe une relation significative entre l'unité de la conscience visuelle et les oscillations synchrones 40 Hz (ondes gamma) et que celles-ci pourraient être  impliquées dans la perception visuelle ainsi que dans l'unification des percepts sous-jacente.
Un article de Andreas K. Engel et al. dans Consciousness and Cognition définit l'hypothèse des ondes gamma ainsi :
« L'hypothèse est que la synchronisation des décharges neuronales servirait à l'intégration de neurones répartis dans divers ensembles de cellules et que ce processus sous-tendrait la sélection des informations perceptuelle et comportementale pertinentes. »
En fait, les recherches ultérieures ont élargi la portée de l'hypothèse initiale. Des ondes gamma ont été observées en présence de stimuli subliminaux et lors du sommeil paradoxal (qui est certes accompagné de visualisations mais sans perceptions). Plus intrigant encore, des ondes gamma ont été décelées lors de l'anesthésie. L'hypothèse des ondes gamma semble prématurée du fait que la définition même du phénomène subjectif à l'étude n'est pas claire : d'un corrélat de la perception, l'oscillation gamma est devenue un corrélat de l'expérience subjective vécue lors du sommeil et de l'anesthésie, domaines mystérieux par excellence.
En outre, l'hypothèse décrit, mais n'explique pas : comment la synchronie participe-t-elle à la conscience ? Qu'est ce qui « décide » qu'une synchronie est justifiée?